# L'Atelier de mécanique
L'Atelier de mécanique est un tableau réalisé par Jacques Villon en 1914. Cette huile sur toile est la représentation cubiste d'un garage. Exposée au Salon des indépendants de 1914, elle est aujourd'hui conservée au Columbus Museum of Art, aux États-Unis.

## Expositions
- Salon des indépendants de 1914, Paris, 1914.
- Le Cubisme, Centre national d'art et de culture Georges-Pompidou, Paris, 2018-2019.